# Mallorca Open 2018 - Doppio
Latisha Chan e Martina Hingis erano le detentrici del titolo, ma Chan ha deciso di partecipare al torneo Birmingham, mentre Hinghis si è ritirata dal tennis professionistico alla fine del 2017.
Andreja Klepač e María José Martínez Sánchez hanno vinto il titolo, sconfiggendo in finale Lucie Šafářová e Barbora Štefková con il punteggio di 6–1, 3–6, [10–3].

## Teste di serie
1. Andreja Klepač /  María José Martínez Sánchez (campionesse)
2. Nadežda Kičenok /  Anastasia Rodionova (quarti di finale)

1. Monique Adamczak /  Renata Voráčová (primo turno)
2. Oksana Kalashnikova /  Makoto Ninomiya (primo turno)

## Wildcard
1. Sorana Cîrstea /  Andrea Petković (secondo turno)

1. Lucie Šafářová /  Barbora Štefková (finale)

## Tabellone

### Legenda
| - Q = Qualificato - WC = Wild card - LL = Lucky loser | - ALT = Alternate - SE = Special Exempt - PR = Protected Ranking | - w/o = Walkover - r = Ritirato - d = Squalificato |

|  | Primo turno               | Primo turno                         | Primo turno                         | Primo turno | Primo turno |  |  | Quarti di finale | Quarti di finale             | Quarti di finale             | Quarti di finale      | Quarti di finale      |   |   | Semifinali | Semifinali                   | Semifinali                   | Semifinali            | Semifinali |   |     | Finale | Finale | Finale | Finale | Finale |  |
|  |                           |                                     |                                     |             |             |  |  |                  |                              |                              |                       |                       |   |   |            |                              |                              |                       |            |   |     |        |        |        |        |        |  |
|  | 1                         | A Klepač MJ Martínez Sánchez        | A Klepač MJ Martínez Sánchez        | 6           | 6           |  |  |                  |                              |                              |                       |                       |   |   |            |                              |                              |                       |            |   |     |        |        |        |        |        |  |
|  | PR                        | A Medina Garrigues A Parra Santonja | A Medina Garrigues A Parra Santonja | 4           | 2           |  |  | 1                | A Klepač MJ Martínez Sánchez | A Klepač MJ Martínez Sánchez | 6                     | 6                     |   |   |            |                              |                              |                       |            |   |     |        |        |        |        |        |  |
|  | A Rosolska A Spears       | A Rosolska A Spears                 | 7                                   | 5           | [12]        |  |  |                  | A Rosolska A Spears          | A Rosolska A Spears          | 3                     | 1                     |   |   |            |                              |                              |                       |            |   |     |        |        |        |        |        |  |
|  | J Moore G Olmos           | J Moore G Olmos                     | 5                                   | 7           | [10]        |  |  |                  |                              |                              |                       |                       |   |   | 1          | A Klepač MJ Martínez Sánchez | A Klepač MJ Martínez Sánchez | 6                     | 6          |   |     |        |        |        |        |        |  |
|  | 4                         | O Kalashnikova M Ninomiya           | O Kalashnikova M Ninomiya           | 4           | 2           |  |  |                  |                              |                              | X Knoll A Smith       | X Knoll A Smith       | 4 | 4 |            |                              |                              |                       |            |   |     |        |        |        |        |        |  |
|  |                           | X Knoll A Smith                     | X Knoll A Smith                     | 6           | 6           |  |  |                  | X Knoll A Smith              | X Knoll A Smith              | 6                     | 6                     |   |   |            |                              |                              |                       |            |   |     |        |        |        |        |        |  |
|  | WC                        | S Cîrstea A Petkovic                | S Cîrstea A Petkovic                | 6           | 6           |  |  | WC               | S Cîrstea A Petkovic         | S Cîrstea A Petkovic         | 4                     | 4                     |   |   |            |                              |                              |                       |            |   |     |        |        |        |        |        |  |
|  |                           | D Jurak C Lister                    | D Jurak C Lister                    | 1           | 4           |  |  |                  |                              |                              |                       |                       |   |   | 1          | A Klepač MJ Martínez Sánchez | 6                            | 3                     | [10]       |   |     |        |        |        |        |        |  |
|  | K Christian S Santamaria  | K Christian S Santamaria            | K Christian S Santamaria            | 6           | 6           |  |  |                  |                              |                              |                       |                       |   |   |            |                              | WC                           | L Šafářová B Štefková | 1          | 6 | [3] |        |        |        |        |        |  |
|  | V Azaranka S Kuznetsova   | V Azaranka S Kuznetsova             | V Azaranka S Kuznetsova             | 2           | 3           |  |  |                  | K Christian S Santamaria     | K Christian S Santamaria     | 4                     | 3                     |   |   |            |                              |                              |                       |            |   |     |        |        |        |        |        |  |
|  | WC                        | L Šafářová B Štefková               | L Šafářová B Štefková               | 6           | 6           |  |  | WC               | L Šafářová B Štefková        | L Šafářová B Štefková        | 6                     | 6                     |   |   |            |                              |                              |                       |            |   |     |        |        |        |        |        |  |
|  | 3                         | M Adamczak R Voráčová               | M Adamczak R Voráčová               | 3           | 3           |  |  |                  |                              |                              |                       |                       |   |   | WC         | L Šafářová B Štefková        | L Šafářová B Štefková        | 6                     | 6          |   |     |        |        |        |        |        |  |
|  | V Kudermetova A Sabalenka | V Kudermetova A Sabalenka           | 4                                   | 6           | [2]         |  |  |                  |                              |                              | L Kerkhove L Marozava | L Kerkhove L Marozava | 0 | 4 |            |                              |                              |                       |            |   |     |        |        |        |        |        |  |
|  | L Kerkhove L Marozava     | L Kerkhove L Marozava               | 6                                   | 3           | [10]        |  |  |                  | L Kerkhove L Marozava        | 65                           | 7                     | [10]                  |   |   |            |                              |                              |                       |            |   |     |        |        |        |        |        |  |
|  |                           | D Collins S-w Hsieh                 | 7                                   | 3           | [6]         |  |  | 2                | N Kičenok An Rodionova       | 7                            | 5                     | [5]                   |   |   |            |                              |                              |                       |            |   |     |        |        |        |        |        |  |
|  | 2                         | N Kičenok An Rodionova              | 5                                   | 6           | [10]        |  |  |                  |                              |                              |                       |                       |   |   |            |                              |                              |                       |            |   |     |        |        |        |        |        |  |